# カイドゥ

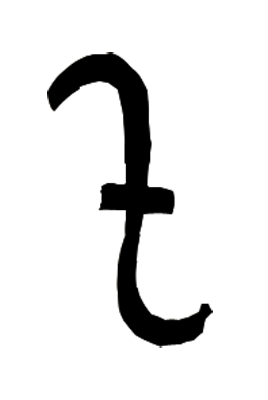
カイドゥ一族のタムガ(家紋)

カイドゥ（モンゴル語: Qaidu、? - 1301年）は、13世紀の後半に中央アジアに独立王国を建設したモンゴル皇族。チンギス・カンの三男オゴデイの五男カシン（モンゴル語: Kašin）の子。『集史』などのペルシア語史料では قايدو Qāydū 、漢語史料では海都と書かれる。現代モンゴル語の発音に基づいてハイドゥあるいはハイドともいう。
30年以上にわたってモンゴル皇帝（カアン）クビライ率いる大元ウルスと対立し、中央アジア以西のモンゴル諸勢力のモンゴル皇帝権力からの分離独立を決定づけた。このカイドゥの一連の行動は一般に「カイドゥの乱」と呼ばれる。

## 生涯

### クビライへの反逆
カイドゥの属するオゴデイ家一門は、モンゴル帝国の第3代皇帝であったグユクが1248年に没すると、トルイ家に帝位を奪われ、ジュンガリア地方（現在の中国新疆ウイグル自治区北部）エミル川流域の所領（ウルス）は没収されなかったものの、有力者が追放されるなど厳しい圧迫を加えられた。これに不満をもったカイドゥは、1259年に第4代皇帝モンケが急死してその弟のクビライとアリクブケが後継者争い（モンゴル帝国帝位継承戦争）を始めるとアリクブケに与し、この内紛がアリクブケの敗北に終わると、入朝して帰順するよう要求するクビライの求めを拒否した。この混乱の間にカイドゥはオゴデイ家内での権力を掌握し、1266年に西北モンゴリアにいたクビライ配下の軍を攻撃して反抗の意図を明確にした。
クビライは、新当主ムバーラク・シャーを母后オルガナが摂政として補佐するチャガタイ家の勢力を吸収して西方の諸王家を掌握することを狙い、ムバーラク・シャーの叔父イェスン・トアの次男であったバラクをチャガタイ家の本領イリに派遣した。しかし、バラクはクビライから飽くまで共同統治、せいぜい補佐を命じられていたにもかかわらず、ムバーラク・シャーが年少であるのを理由に力ずくで当主位を奪い、後見すると称して服属させてしまった。こうしてバラクはイリ方面のチャガタイ家の勢力を統合すると、隣接するカイドゥの勢力を狙い、西進するようになった。
かくして、カイドゥは西南で境を接するチャガタイ家のウルス（チャガタイ・ハン国）で権力を掌握したバラクとマー・ワラー・アンナフル（現在のウズベキスタン）にある肥沃なモンゴル皇帝直轄領の支配権横領をめぐって争ったが、1269年に至り、バラクおよび西北ジョチ・ウルスの代表者と会盟し、マー・ワラー・アンナフル領を三家で分割した（タラス会盟）。通説ではこの時、カイドゥはクビライに対抗するモンゴル皇帝に選出されたとされてきたが、史料上では確認できず、現在は史実とは考えられていない。実際カイドゥは自勢力下の王族や臣下からはモンゴル皇帝、つまりカアン（Qa'an;  قاآنQā'ān）どころかハン（Qan＞χan; خان khān）とも呼ばれてはおらず、もっぱらカイドゥ・アカ（Qaidu Aqa＞ قايدو آقا Qāydū Āqā）と呼ばれていた（『集史』アバカ・ハン紀など）。アカ（Aqa）とはモンゴル語で「兄さん」・「兄貴」の意味で、特にモンゴル系の諸部族やチンギス・カン家などで、一門を取りまとめる年長者や統率者に対して用いた敬称である（バラクもイルハン朝への遠征の時に、自軍の将兵から「バラク・アカ」と呼ばれている）。ただし、『五族譜』（シュアビ・パンジュガーナ）やミールホーンドの『清浄なる庭園』（ラウダト・アッサファー）など後代の資料では「カイドゥ・ハン」（Qaydū Khān  قيدو خان） と書かれている場合もある。

### カイドゥ・ウルス建国

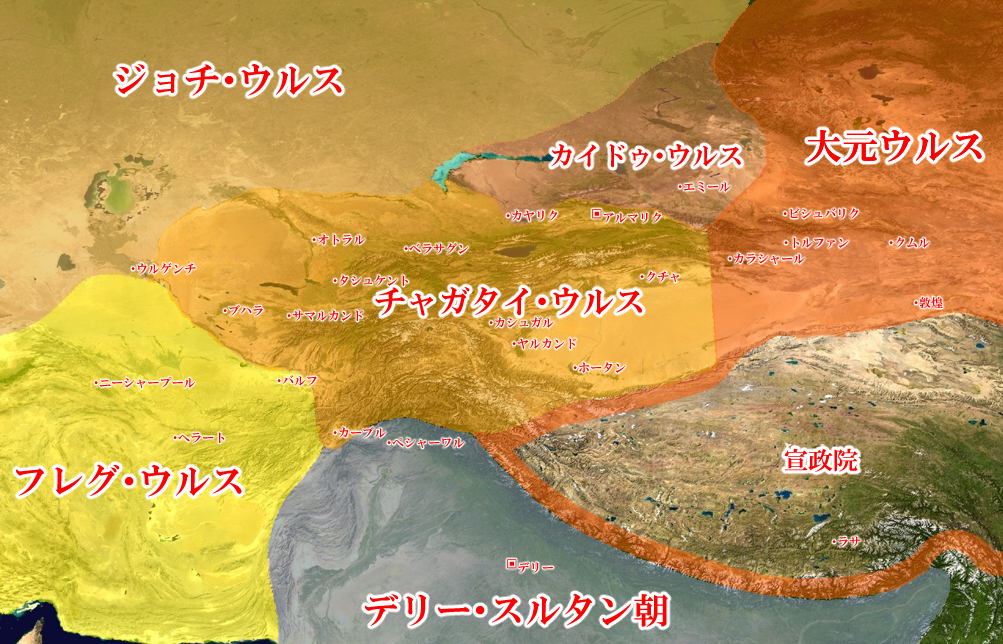
13世紀のチャガタイ・ウルスとカイドゥ・ウルスの地図

1270年、チャガタイ家のバラクはイランに侵攻するが、イルハン朝の君主であるクビライの甥アバカにカラ・スゥ平原の戦いで敗れて勢力を失い、これをきっかけにカイドゥとの抗争も再燃した。バラクはカイドゥと講和した直後に急死するが、カイドゥにより毒殺されたとも言われる。カイドゥは、バラクの後継者に自らの推すニグベイを立てたが、ニグベイは間もなくカイドゥに反抗して戦死した。これによりチャガタイ家の権力が空白となり、後嗣を巡って紛糾するが、カイドゥはバラクの遺児ドゥアと和解してこれを擁立し、チャガタイ・ウルスを自らのオゴデイ・ウルスの支配下に置くことに成功した。
一方、1271年に国号を大元としていたクビライは、同年自身の四男ノムガン率いる軍を中央アジアに派遣し、チャガタイ家の本拠地アルマリクを占領した。しかし、1276年、この軍に参加していたモンケの遺児であるシリギが反乱を起こしてカイドゥと結び、ノムガンを捕えてカイドゥに引き渡した。シリギの乱はクビライによってすぐに鎮圧されたが、ノムガンの率いた元の中央アジア駐留軍は解体し、アリクブケの遺児のメリク・テムルらモンゴリア東部にいた王族・貴族がカイドゥのもとに投じた。
これにより、カイドゥの支配地域はジュンガリアのオゴデイ・ウルスを中心に、東はアルタイ山脈東麓のアリクブケ家のウルス、北はトゥヴァ地方のオイラト部族、西はイリ川流域のチャガタイ・ウルスからトランスオクシアナに至り、アム川でイルハン朝と境を接する広大な領土に広がった。カイドゥが実効支配したイリ方面やマー・ワラー・アンナフルなどの領域を、ペルシア語史料では「カイドゥの王国」（ مملكت قايدوى mamlakat-i Qāydū'ī）と呼んでおり、これに従って、このカイドゥの国家を歴史家は「カイドゥ王国」、「カイドゥ・カン国」、「カイドゥ・ウルス」などと呼んでいる。

### 挫折
1287年、チンギス・カンの弟のテムゲ・オッチギンの子孫でモンゴリア東部を支配する元の貴族ナヤンがクビライの日本遠征政策に不満をもって、カチウン家、ジョチ・カサル家など他の東方三王家を率いて反乱を起こす（ナヤン・カダアンの乱）と、カイドゥはこれに呼応し、カラコルムを攻略しようと西からモンゴリアに侵攻したが、バヤン率いる元のモンゴリア駐留軍に阻まれた。やがてクビライは親征に出てナヤンを敗死させ、さらに1289年にカラコルムに出兵したためカイドゥは軍を引き、クビライ打倒は失敗に終わった。
1294年にクビライが病没し、テムルがカアン位を継ぐと、元の政権安定を見てカイドゥの許から元に投降する者が続出し始めた。カイドゥはこれを食い止め、決戦に臨むため、1300年に中央アジアの諸勢力の総力を挙げて出征したが、1301年にテケリクの戦いで敗れ、その時の戦いで負った戦傷がもとでまもなく死亡した。
カイドゥの死後、以前にチャガタイ家にカイドゥが据えていた傀儡当主のドゥアが中央アジアの最高実力者にのし上がり、1306年にカイドゥの遺児チャパルを逐ってオゴデイ家を併合した。

## 子女
※以下は『集史』オゴデイ・カアン紀オゴデイ五男カシン、カイドゥ条に記載のある子女。

### 男子
- チャパル
- ヤンギチャル
- オロス
- サルバン

（以下『集史』本文には記載がない場合が多いが、本文附属の系図や『五族譜』などにはトダウン、サルカ・ブカ、リイ・バフシ、クリル、イェグ・ブカ、シャー、トダウル、ドルジなどの子息がいたことが記されている）

### 女子
- クトルン・ジャカ（クトルン・チャガン、アイジアルク）
- クトジン・ジャカ（クトジン・チャガン）

## カシン王家
- オゴデイ・カアン(Ögödei Qa'an ＞窩闊台,اوگتاى قاآن/Ūgtāy Qā'ān)
  - カシン大王(Qašin ＞合失/héshī,قاشی/qāshī)
    - カイドゥ大王(Qaidu ＞海都/hǎidōu,قايدو/qāydū)
      - 汝寧王チャパル(Čapar ＞察八児/chábāér,چاپار/chāpār)
        - 汝寧王オルジェイ・テムル(Ölǰei temür ＞完者帖木児/wánzhě tiēmùér)
          - 汝寧王クラタイ(Qulatai ＞忽剌台/hūlátái)

      - ヤンギチャル(Yangičar ＞يانگيچار/yāngīchār)
      - 叛王オロス(Oros ＞斡羅思/wòluosī,اوروس/ūrūs)
      - サルバン(Sarban ＞ساربان/sārbān)
      - クトルン・チャガン(Qutulun Čaγan ＞قوتولو ن جغا/qūtūlūn jaghā)